# Leyla Lydia Tuğutlu
Leyla Lydia Tuğutlu, més coneguda com a Leyla Tuğutlu (Berlín, 29 d'octubre de 1989) és una model, i actriu turca de sèries de televisió i de cinema turc. Filla d'un turc i d'una alemanya, Tuğutlu és turcoalemanya. Va ser Miss Turquia l'any 2008 i va representar Turquia al Miss World 2008.